# 北陸鉄道金石線
金石線（かないわせん）は、石川県金沢市の中橋駅から同市の大野港駅間を結んでいた北陸鉄道の鉄道路線である。旧金石馬車鉄道および金石電気鉄道を前身とする軌道法による軌道であった。
臨港鉄道としての活用案や金沢城への延伸案もあったが、北陸鉄道の経営合理化と石川県警察の交通渋滞による事故防止の観点から廃止すべきとする見解により、1971年（昭和46年）9月1日に全線が廃止された。

## 路線データ（最終時）
- 路線距離（営業キロ）：7.5km
  - 国鉄金沢駅と中橋駅の間に引き込み線（貨物線）があり[4]、貨物の連帯運輸が行われていた[5]。
- 軌間：1067mm[5]
- 複線区間：なし（全線単線）
- 電化区間：全線（直流600V）[5]
  - 長田町変電所（金石電気鉄道電化時）三相誘導電動発電機（交流側3300V直流側550V）直流側の出力75kW[6]

## 歴史
長田町 - 金石間は金石往還（現在の石川県道17号金沢港線、通称：金石街道）に沿って走っていた。
- 1897年（明治30年）
  - 6月3日 - 長田町駅 - 金石駅間 (4.85km) 軌道敷設特許[4][1]。
  - 8月12日 - 金石馬車鉄道設立[4]。
- 1898年（明治31年）2月5日 - 長田町駅 - 金石駅間 (4.85km) が開業（軌間762mmの馬車鉄道）[4][1]。
- 1913年（大正2年）2月12日 - 金石電気鉄道設立[4]。
- 1914年（大正3年）
  - 8月5日 - 金石馬車鉄道が金石電気鉄道に買収される[4]。
  - 8月11日 - 長田町駅 - 金石駅間を電化、軌間1067mmに改軌[2][4][8][9]。
- 1918年（大正7年）4月22日 - 中橋駅 - 長田町駅間軌道敷設特許[4][10]。
- 1920年（大正9年）
  - 8月22日[11] - 金石駅 - 大野港駅間軌道敷設特許[4][1]。
  - 10月22日 - 中橋駅 - 長田町駅間 (0.6km) 開業[2][1][8]。
- 1923年（大正12年）8月22日 - 金石駅 - 大野港駅間 (2.01km) 開業[2][1][8]。
- 1931年（昭和6年）
  - 6月8日 - 松原駅 - 濤々園前駅間軌道敷設特許[12]。
  - 8月7日 - 松原駅（後の三善製紙前駅） - 濤々園前駅間 (0.39km) 開業[4][1][8]。
- 1943年（昭和18年）10月13日 - 陸運統制令に基づき、金石電気鉄道が北陸鉄道に合併され、同社の金石線となる[4][5]。
- 1945年（昭和20年）5月22日 - 松原駅 - 濤々園前駅間廃止（線路自体は三善製紙の専用線としてその後も残存）[4]。
- 1971年（昭和46年）9月1日 - 全線廃止[2][4][5][13]。

## 運行形態
途中の交換駅は畝田と金石の2駅であった。1日あたりの運行ダイヤは、畝田で上下列車が行違う30分間隔の運行で36往復、貨物列車は旅客列車の続行で6往復の運行（いずれも廃止前）。

## 駅一覧
駅名および所在地は廃止時点のもの。全駅石川県金沢市に所在。
凡例
列車交換 … ◇・Ｖ：交換可、｜：交換不可

### 本線
| 駅名         | 駅間キロ | 営業キロ | 接続路線                                                                                | ホーム | 列車交換 | 駅員配置 |
| ------------ | -------- | -------- | --------------------------------------------------------------------------------------- | ------ | -------- | -------- |
| 中橋駅       | -        | 0.0      | 国鉄：北陸本線 北陸鉄道：浅野川線（北鉄金沢駅）、金沢市内線（金沢駅前電停、六枚町電停） | 1面2線 | Ｖ       | ◎        |
| 長田町駅     | 0.6      | 0.6      |                                                                                         | 1面1線 | ｜       | ◎        |
| 北町駅       | 1.2      | 1.8      |                                                                                         | 1面1線 | ｜       |          |
| 藤江駅       | 0.9      | 2.7      |                                                                                         | 1面1線 | ｜       |          |
| 畝田駅       | 1.0      | 3.7      |                                                                                         | 1面2線 | ◇        |          |
| 寺中駅       | 0.8      | 4.5      |                                                                                         | 1面1線 | ｜       |          |
| 金石駅       | 0.9      | 5.4      |                                                                                         | 2面2線 | ◇        | ◎        |
| 三善製紙前駅 | 0.6      | 6.0      | 北陸鉄道：金石線（支線）                                                                | 1面1線 | ｜       |          |
| 無量寺駅     | 0.5      | 6.5      |                                                                                         | 1面1線 | ｜       |          |
| 大野港駅     | 0.7      | 7.2      |                                                                                         | 1面1線 | ｜       | ◎        |

### 支線
- 松原駅は後の三善製紙前駅

| 駅名       | 駅間キロ | 営業キロ | 接続路線                 | ホーム | 列車交換 | 駅員配置 |
| ---------- | -------- | -------- | ------------------------ | ------ | -------- | -------- |
| 松原駅     | -        | 0.0      | 北陸鉄道：金石線（本線） | 1面1線 | ｜       |          |
| 濤々園前駅 | 0.4      | 0.4      |                          | 1面1線 | ｜       |          |

## 使用車両
モハ3000形（モハ3001-3005）
1949年製。1964年に石川総線からモハ3011とともに5両全車が転入、在来のモハ3301・モハ1831などの雑多な車両を置き換えた。廃止前はこの形式の5両で運行され、廃止後は小松線へ転属した。なお、2021年時点で、1両が現存しており個人が所有している。
モハ3300形（モハ3301）
石川総線モハ3010形とほぼ同じスタイルの全鋼製ノーシルノーヘッダーの車体を持つ、当時の北陸鉄道においては近代的なスタイルの新製車であった。1958年（昭和33年）11月、日本車輛製。詳細は北陸鉄道サハ1000形電車の項も参照。
モハ1830形（モハ1831）
元加南線モハ1800形モハ1803で1942年（昭和17年）、木南車両製。若干丸みを帯びた前面の半鋼製高床車で、この当時の私鉄鉄道線の標準的なスタイルであるが、前面に排障器を持つほか大野港側にはトロリーポールが装備されていた。その後、モハ3301と同様のパンタグラフ集電に変更されている。後に浅野川線に転属、モハ3560形モハ3563となった。
モハ1200形（モハ1201）
元能美電気鉄道デボ301で1937年（昭和12年）、木南車両製。車体長11．8mの小型半鋼製ボギー車ながら高床式で前面に小型の救助網を設置しており、集電装置はトロリーポールを装備していた。1962年に小松線へ転属、集電装置をZパンタに変更した。
サハ550形（サハ551）
1924年（大正13年）、日本車輛製。木造の小型ボギー車。
サハ700形（サハ701）
1927年（昭和2年）、日本車輛製。半鋼製2軸単車。元金石電気鉄道モハ11→北陸鉄道モハ611で、北陸鉄道発足後に電装解除し付随車化されている。1963年（昭和38年）に小松線へ転属した。
モハ810形（モハ811）
1924年（大正13年）、日本電気車両製の木造レイルロードルーフのボギー車。池上電気鉄道モハ15形モハ18→越中鉄道デハ6→温泉電軌デハ14という経歴を持つ。片山津線と能美線で使用された後、金石線に移籍しモハ810形811となった。前面屋根上の半埋め込み式ヘッドライトと魚雷型ベンチレーターなど、特徴的なスタイルの車両であった。1962年（昭和37年）4月に廃車された。
モハ1600形（モハ1601）
元浅野川電気鉄道カ5→デハ2で1927年（昭和2年）、日本車輛製。上田交通の丸窓電車ことモハ5250形に似たスタイルの半鋼製ボギー車。1964年（昭和39年）に電装解除されてサハ1601となり、小松線へ転属した。
EB30形（EB301）
元若松市交通局の電気機関車2と推測されている。1956年（昭和31年）に北陸鉄道に移籍、金石線の貨物列車の牽引に使用された。
EB12形（EB121-3）
能美電気鉄道の開業時の木造単車デ1形→北陸鉄道モハ541-543を1959年（昭和34年）に改造して電気機関車代用とした物。3両あり、EB121は能美線新寺井駅、EB122は石川線白菊町駅、EB123は当線金石駅の貨車の入換にそれぞれ使用された。また、EB122は1970年（昭和45年）に当線に転入、EB123は1966年（昭和41年）にボギー車化の上主電動機を4個に増強されてED211となった。
DL21形
1963年（昭和38年）協三工業製の凸型車体のB形ディーゼル機関車。北陸本線の交流電化に伴い電気機関車が金沢駅構内に入線できなくなったため、金沢駅への引き込み線での貨車牽引用として製作された。

### 金石電気鉄道時代
- 1-3 電化時に京都電気鉄道よりN電（171-173号）を譲受けた。北陸鉄道デハ1-3→モハ522・523（デハ1廃車）[16]。
- 4・5 1915年梅鉢製の木製ボギー付随車。片側2扉片側3扉と左右非対称の扉配置だった。北陸鉄道サハ531・532。
- 6 木造2軸単車、詳細不明。1938年廃車のため北陸鉄道には引き継がれなかった。
- 7・8 1921年名古屋電車製の木造2軸単車。北陸鉄道モハ561・562。
- 9・10 1928年に鉄道省より払い下げられた三等2軸客車[17]ハ2083・2084[18]原型は5扉であるが末期は2扉となっていた。北陸鉄道サハ101・102。
- 11 1936年日本車輌製の鋼製単車。北陸鉄道モハ611、後に電装解除され上記のサハ700形となった。
- 12-14 1938年に鉄道省より払い下げられた元簸上鉄道の三等ボギー客車。北陸鉄道サハ511・501・521。
- 15 京王電気軌道より譲受けた旧武蔵中央電気鉄道の鋼製ボギー車。北陸鉄道モハ1101。

## 廃線後の状況
金石駅の跡地は北陸鉄道のバスターミナルとして1971年12月16日に完成し。また、大野港駅の跡地はバス停・転向場として現在でも利用されている。

## 代替バス
北陸鉄道バスが大野港・金石地区から中橋を経て、武蔵ヶ辻・香林坊など金沢市内各地への路線バスを運行している。また平日の朝1便のみ金沢駅西口へ乗り入れている。